# Royal Air Force Memorial
Le Royal Air Force Memorial est un mémorial militaire situé sur le Victoria Embankment, dans le centre de Londres, dédié à la mémoire des victimes de la Royal Air Force pendant la Première Guerre mondiale (et, par extension, de tous les conflits ultérieurs). Dévoilé en 1923, il devint une structure classée Grade II en 1958 et fut mis à niveau vers le Grade II* en 2018. Cette structure est considérée comme le mémorial officiel de la RAF et des services connexes.
Le mémorial est situé à Whitehall Steps, près de Cleopatra's Needle, entre les extrémités de la rive nord du pont de Charing Cross et du pont de Westminster, et directement à l'est du bâtiment principal du ministère de la Défense sur Whitehall. Le Fleet Air Arm Memorial (en) et le Battle of Britain Monument sont situés à proximité.